# پارکسون
پارکسون (انگلیسی: Parkson) شرکت خرده‌فروشی مالزیایی است، که در سال ۱۹۸۷ توسط ویلیام چنگ تأسیس شد.